# Wan Muhamad Noor Matha

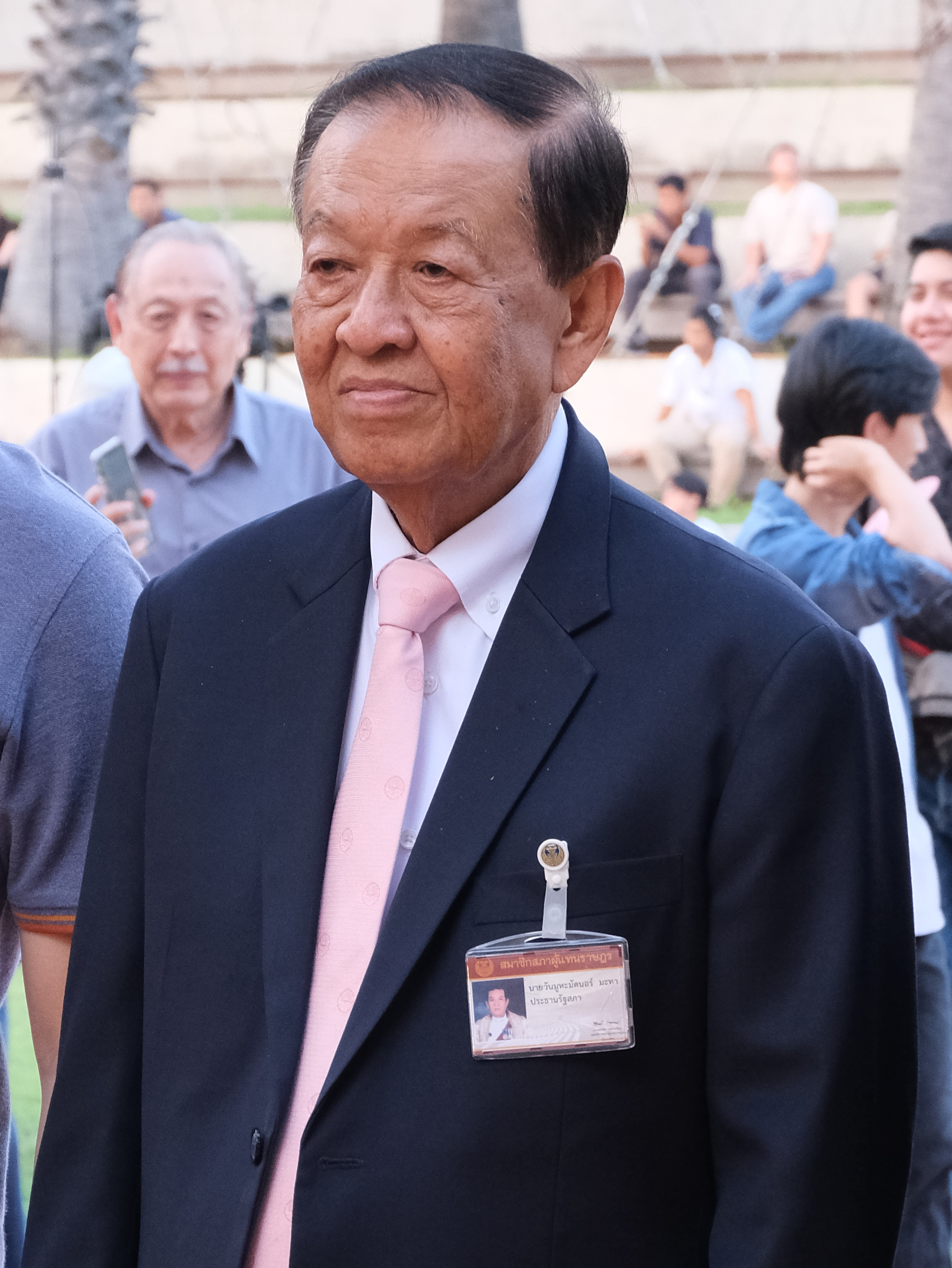
Wan Muhamad Noor Matha (2023)

Wan Muhamad Noor Matha (thailändisch วันมูหะมัดนอร์ มะทา, RTGS Wanmuhamatno Matha, Aussprache: [wan muːhàʔmát nɔː máʔtʰaː], auch kurz Wan Noor, วันนอร์, * 11. Mai 1944 in Yala, Thailand) ist ein thailändischer Politiker. Er ist seit 2023 Präsident der thailändischen Nationalversammlung, dieses Amt hatte er zuvor bereits von 1996 bis 2000 inne. Wan Noor ist einer der Gründer der Wahdah-Gruppe, einer kleinen Lobby assimilierter und integrierter muslimischer Politiker aus den äußersten Südprovinzen. Zwischen 1994 und 2005 hatte er (mit Unterbrechungen) nacheinander verschiedene Ministerämter inne, darunter das des Innenministers (Oktober 2002 bis März 2004) und des Stellvertretenden Ministerpräsidenten (März bis Oktober 2004) unter Thaksin Shinawatra.

## Leben und Karriere
Der aus der südthailändischen Provinz Yala stammende, ethnisch malaiische Muslim studierte bis 1969 an der Chulalongkorn-Universität in Bangkok Bildungsmanagement. Anschließend lehrte er als Dozent am Lehrerbildungsinstitut in Songkhla und studierte parallel für einen Master of Education in Sozialkunde. 
1979 wurde er als Vertreter Yalas für die Soziale Aktionspartei ins Nationalparlament nach Bangkok gewählt, wechselte 1986 zur Demokratischen Partei, 1988 zur Solidaritätspartei und 1992 zur Partei der Neuen Hoffnung. Dabei nahm er immer eine Gruppe von Abgeordneten aus den mehrheitlich muslimischen Provinzen Narathiwat, Pattani und Yala – die Wahdah-Gruppe – mit sich. Seit 1980 arbeitete er im Finanz- und Industrieministerium, 1994 und 1995 wurde er stellvertretender Innenminister und war dann von November 1996 bis Juni 2000 Präsident (Sprecher) des Parlaments.
Chavalit Yongchaiyudhs Partei der Neuen Hoffnung koalierte und fusionierte schließlich mit der Thai-Rak-Thai-Partei (TRT) des Premierministers Thaksin Shinawatra, in dessen Regierung Wan Noor 2001 zunächst Minister für Verkehr und Kommunikation und im Oktober 2002 Innenminister wurde.
Als Verkehrsminister war er Mitte 2002 mit einem Pilotenstreik konfrontiert worden, als Innenminister hatte er einen Krieg gegen die Drogenmafia begonnen und Anfang Dezember 2002 versprochen, auch dem Aufstand in den muslimischen Südprovinzen innerhalb eines Jahres ein Ende zu bereiten. Nachdem stattdessen die stärker auch terroristisch aktiv werdenden Rebellen 2004 (angeblich) erklärt hatten, innerhalb von 1000 Tagen den Thaksin Rachaniwet (den südlichsten Palast des thailändischen Königs) in der Provinz Narathiwat einzunehmen, wurde Wan Noor und Armeechef Chaiyasit Shinawatra, Thaksins Cousin, von Thaksin Tatenlosigkeit vorgeworfen. Obwohl Wan Noors Lobby sich für wirtschaftliche Hebung der vernachlässigten Südprovinzen und die Einführung der Scharia auf lokaler Ebene bemüht hatte, so schwieg er beim Polizei-Massaker von Tak Bai (2004), da er bereits im März 2004 als Innenminister abgelöst und zum Vizepremier ohne Geschäftsbereich bestimmt worden war. Von Oktober 2004 bis März 2005 war Wan Noor im Rahmen einer erneuten Kabinettsumbildung Landwirtschaftsminister, nach der (durch die eskalierende Thaksin-Politik verursachten) Wahlniederlage der Wahdah-Fraktion verzichtete er auf ein neues Ministeramt. Danach beaufsichtigte er als Sondergesandter die thailändische Hilfe für Opfer des Erdbebens in Pakistan. 

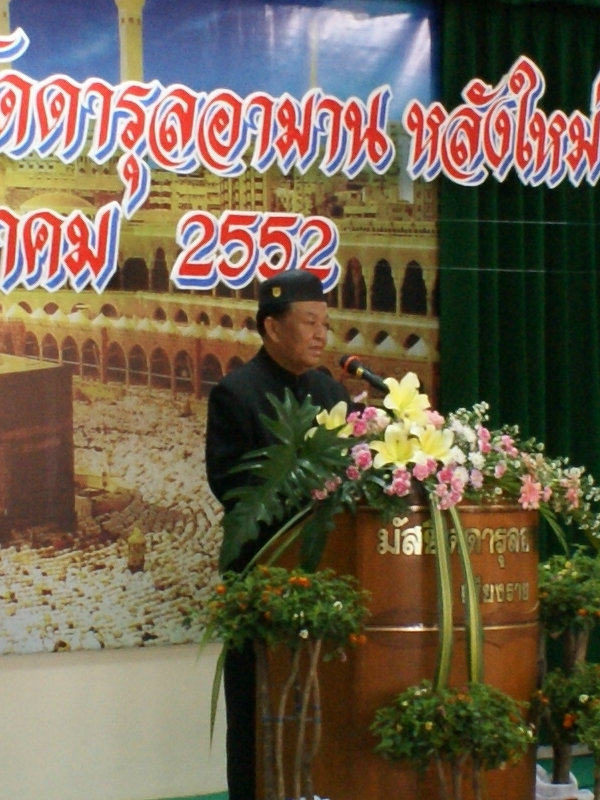
Wan Noor bei der Eröffnung der Darul-Aman-Moschee in Chiang Rai, 2009

Nach dem Putsch von 2006 und Thaksins Sturz wurde Wan Noor 2006 zum Direktor des Nationalen Drogenbekämpfungszentrums berufen und versprach energische Maßnahmen. Bei dem Verbot der TRT-Partei durch ein nach dem Putsch eingesetztes „Verfassungstribunal“ wurde er im Mai 2007 mit einer fünfjährigen Sperre politischer Betätigung belegt. Aus der Wahdah-Fraktion entstand inzwischen die Matubhum-Partei.
Unmittelbar nach dem Ende seines befristeten Politikverbots trat er im Mai 2012 der Pheu-Thai-Partei bei, die als faktische Nachfolgerin der TRT gilt. Er gehörte dem Parteivorstand an und trat auf der Parteiliste bei der von Regierungsgegnern gestörten und rückwirkend für ungültig erklärten Parlamentswahl 2014 an. 
Als nach vier Jahren der Militärdiktatur im Oktober 2018 politische Parteien wieder erlaubt wurden, gründete Wan Noor mit seinen Unterstützern die Prachachat-Partei, die er als Vorsitzender bis Juli 2023 führte. Bei der Parlamentswahl im März 2019 war er Spitzenkandidat seiner Partei, die bei der Wahl sieben Sitze erhielt, darunter sechs Direktmandate in den Provinzen Narathiwat, Pattani und Yala. Wan Noor selbst wurde über die Parteiliste gewählt. Die Prachachat-Partei stand in dieser Legislaturperiode in Opposition zu der militärnahen Regierung des Generals Prayut Chan-o-cha. Bei der Parlamentswahl im Mai 2023 gewann Wan Noors Partei zwei Sitze hinzu. Er selbst zog wieder auf Platz 1 der Parteiliste in das Repräsentantenhaus ein. Die Parlamentskammer wählte ihn am 5. Juli 2023 zu ihrem Sprecher, damit ist er von Amts wegen auch Präsident der thailändischen Nationalversammlung. Den Vorsitz der Prachachat-Partei gab er daraufhin an Tawee Sodsong ab.
Er war einer der Unterzeichner der Botschaft aus Amman (Amman Message).